# 海側の景色
「海側の景色」（うみがわのけしき）は、1996年8月21日に発売された鈴木康博の17枚目のシングル。

## 解説
前作「Always With You」同様、2曲共にアルバム未収録で、BMGビクター在籍最後のシングルとなった。
「海側の景色」は、テレビ東京系『いい旅・夢気分』エンディング・テーマ。「素敵なあなた」は1982年に発表されたオフコースのアルバム『I LOVE YOU』収録曲のセルフカバー。

## 収録曲
| 全作詞・作曲: 鈴木康博。 |                                                                    |          |            |                  |
| #                        | タイトル                                                           | 作詞     | 作曲・編曲 | 編曲             |
| 1.                       | 「海側の景色」(テレビ東京系『いい旅・夢気分』エンディング・テーマ) | 鈴木康博 | 鈴木康博   | 鈴木康博         |
| 2.                       | 「素敵なあなた」                                                   | 鈴木康博 | 鈴木康博   | 鈴木康博・鷹羽仁 |
| 3.                       | 「海側の景色（オリジナル・カラオケ）」                             | 鈴木康博 | 鈴木康博   |                  |